# NOS Maal
NOS Maal was een radioprogramma dat van 29 december 1975 - 26 mei 1978 op maandag tot en met vrijdag tussen 18:10 en 19:00 uur, op woensdag 19:30 uur, door de NOS werd uitgezonden op Hilversum 3. Het programma werd afwisselend gepresenteerd door Joost den Draaijer of  Frits Spits. Felix Meurders was invalpresentator. Het bouwde voort op het programma Joost mag niet eten van Den Draaijer.
De begintune van het programma was het nummer Mahogany suite van Michael Masser, muziek van de aftiteling van Mahogany met Diana Ross (Motown, 1975).
Op vrijdag 26 mei 1978 kwam er eind aan het programma. Joost den Draaijer stopte met presenteren omdat er sprake was van belangenverstrengeling, aangezien hij ook een eigen platenlabel runde onder de naam Red Bullet.
Ter ere van zijn afscheid van de Nederlandse radio zongen tal van Nederlandse artiesten, het Nederlands Artiestenkoor, een ode aan de vertrekkende dj. Ze deden dat op de melodie van Asia Minor van Kokomo, de persoonlijke tune van Den Draaijer.
Vanaf maandag 29 mei 1978 was er na de Vacaturebank tussen 18:10 en 19:00 uur elke maandag tot en met vrijdag een nieuw programma te horen op Hilversum 3 en vanaf 2 december 1985 op vanaf dan Radio 3: De Avondspits (vanaf april 1979 ook op zaterdag, vanaf 5 oktober 1992 niet meer op zaterdag), gepresenteerd door Frits Spits.